# Parishof
Parishof ist ein Wohnplatz im Ortsteil Wendemark der Gemeinde Altmärkische Wische im Landkreis Stendal in Sachsen-Anhalt.

## Geografie
Der Parishof, früher auch Parishof-Wendemark genannt, eine Gutssiedlung in der Wische, liegt etwa einen Kilometer südwestlich von Wendemark und 4 Kilometer westsüdwestlich der Stadt Werben (Elbe) am Flüsschen Tauber Aland.

## Geschichte
Im Jahre 1316 wird ein Henning, geheten Pariss in Sandau als Zeuge in einer Urkunde genannt.
Als Jahr der ersten Erwähnung von Paris gilt das Jahr 1425 in dem ein Wischehof im Gut zu Paris als im richte to Paris genannt wurde. Im Jahre 1438 belehnte Markgraf Friedrich der Jüngere den Seehäuser Bürger peter Osterborge und den Stendaler Bürger merten Chlotzen mit Besitzungen in Pariss. Weitere Nennungen sind 1449 Parys, 1455 tho dem haue tho Parys und 1472 parysz.
Lieselott Enders schreibt im Jahre 2004: „Paris ist meines Erachtens, wie einige andere Wischedörfer auch, nicht als Wüstung zu betrachten. Die Siedlung wird fortlaufend belegt, schrumpft allerdings vornehmlich durch Auskauf von Bauernhöfen seitens der Grundherrn. Acker auf der Feldmark besitzen auch Bauern und Grundherrn im nahen Wendemark.“ Peter P. Rohrlach schreibt, dass die Besitzverhältnisse des eigentlichen Parishofes schwer von den anderen Angaben zu Paris zu unterscheiden sind, vor allem die zum Vorwerk Paris Wendemark. Er führt aus, dass die Angaben „zum Teil widersprüchlich und vielfach nicht eindeutig zuzuordnen sind.“ 1542 heißt es Ruwe gibt von seinem Hof zu Parishof dem Kaland in Seehausen, 1687 heißt der Ort Parieß, Vorwerck, Wendemarck Parieß. 1693 bestanden in Wendemark Paris zwei Rittersitze (der eine geteilt, der andere auf einem wüsten Bauernhof), ein besetzter und zwei wüste Bauernhöfe und ein Kossätenhof. 1804 gab es Gut und Dorf Paris-Wendemark. Sie gehörten zum Dorf Wendemark. Auf der Generalstabskarte von 1911 heißt der Hof Paris. Im Jahre 1958 steht dann Parishof im Ortslexikon, so auch 2003 auf der Top50.
Zahn schrieb 1909: „Nach dem alten Orte nannte sich eine ritterliche Familie, die aber frühzeitig nach der Uckermark übergesiedelt ist. Eine bürgerliche Familie Pariss gab es auch in Werben.“
1928 hatte das Rittergut Parishof eine landwirtschaftliche Nutzfläche von 325 Hektar und gehörte Cornelius van Delden.

### Erwähnung 1289 – Wüstung
Wilhelm Zahn schrieb im Jahre 1909: „Riedel bringt in seiner historischen Einleitung zu den Urkunden des Klosters zum heiligen Grabe bei Techow die Nachricht, nach der nicht mehr vorhandenen Stiftungsurkunde von 1289 habe der Bischof von Havelberg dem Kloster zwei Höfe zu Paris geschenkt. Allerdings hat das Havelberger Domkapitel während des Mittelalters und bis in die neuere Zeit dort Besitz gehabt, darum ist die Nachricht nicht unwahrscheinlich.“ Zahn berichtete außerdem ausführlich aus den Urkunden zum Ort. Er schlussfolgerte: „Das Dorf ist jedenfalls am Ende des 16. Jahrhunderts wüst geworden, bis auf einen einzigen Hof, der nun Parishof genannt wurde.“ Zum gleichen Ergebnis kam vor ihm Johann Friedrich Danneil im Jahre 1863. Die Existenz eines wüsten Dorfes gilt heute als überholt.

### Einwohnerentwicklung
| Jahr | Einwohner |
| ---- | --------- |
| 1734 | 62        |
| 1772 | 11        |
| 1790 | 47        |
| 1798 | 21        |

| Jahr | Einwohner |
| ---- | --------- |
| 1801 | 60        |
| 1818 | 46        |
| 1840 | 45        |
| 1885 | 45        |

| Jahr | Einwohner |
| ---- | --------- |
| 1895 | 51        |
| 1905 | 46        |

Quelle:

## Religion
Die evangelischen Christen aus Parishof waren nach Wendemark eingekircht.